# Amphicyllis globus
Amphicyllis globus är en skalbaggsart som först beskrevs av Fabricius 1792.  Amphicyllis globus ingår i släktet Amphicyllis, och familjen mycelbaggar. Arten är reproducerande i Sverige.

## Bildgalleri

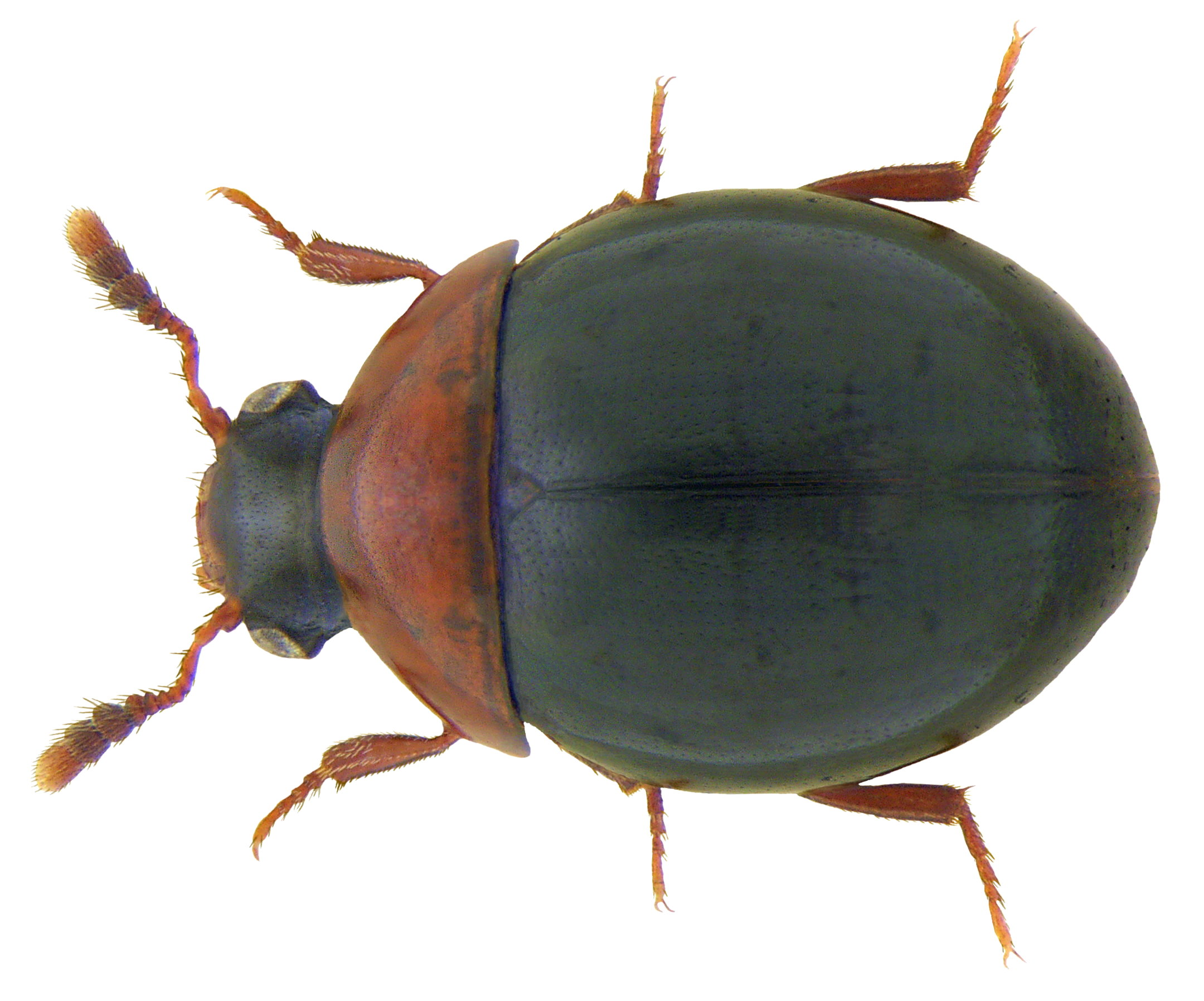
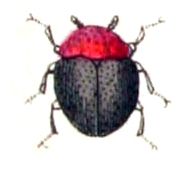
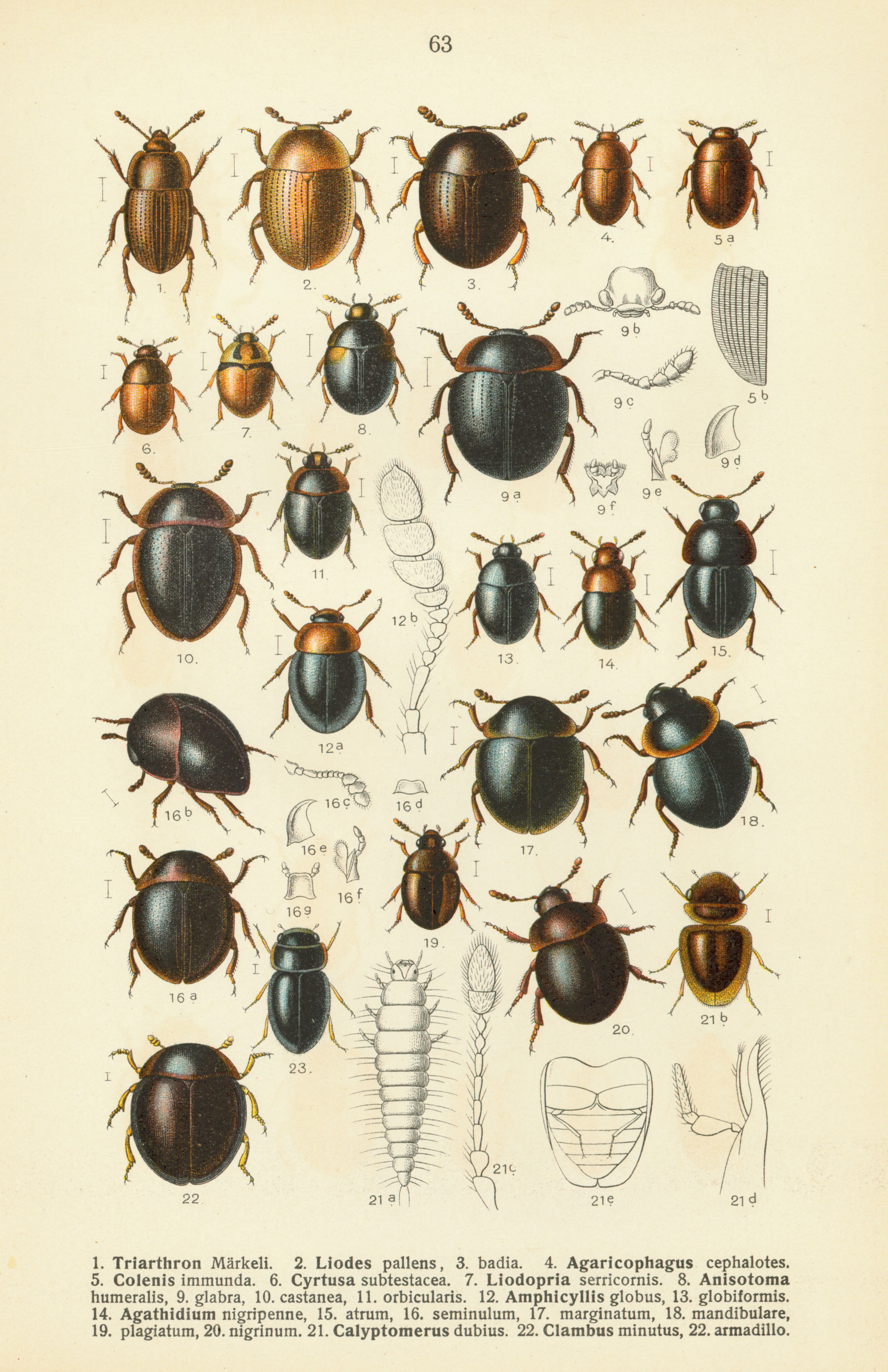